# Pointe de l'Échelle
La pointe de l'Échelle est un sommet de la partie méridionale du massif de la Vanoise, dans les Alpes françaises, dans le département de la Savoie. Avec 3 418 mètres d'altitude, il s'agit du point culminant d'un chaînon nord-sud qui s'étend de la pointe de Rosoire au Rateau d'Aussois.

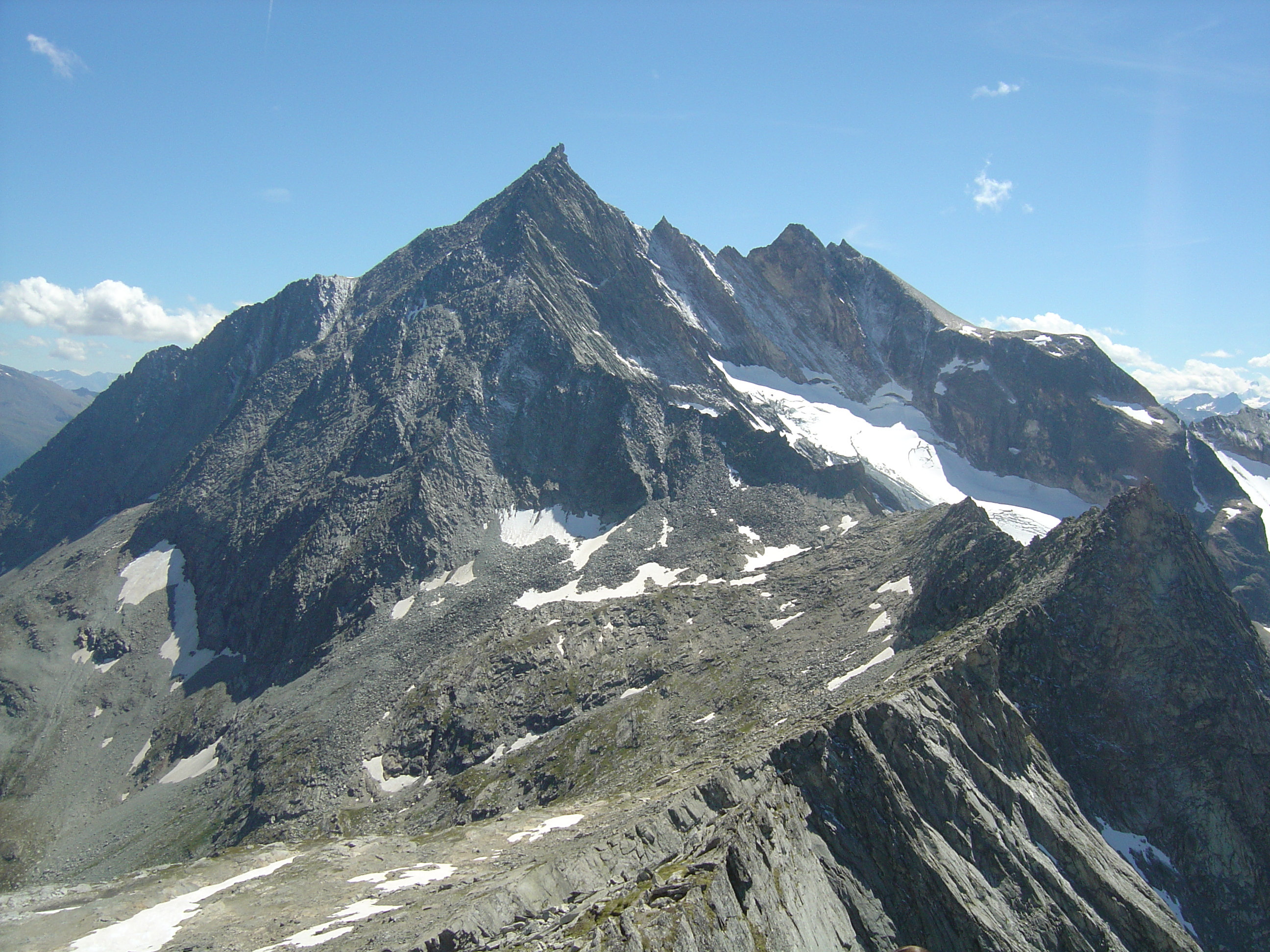
Vue de la pointe de l'Échelle depuis la pointe de l'Observatoire (3015 m).

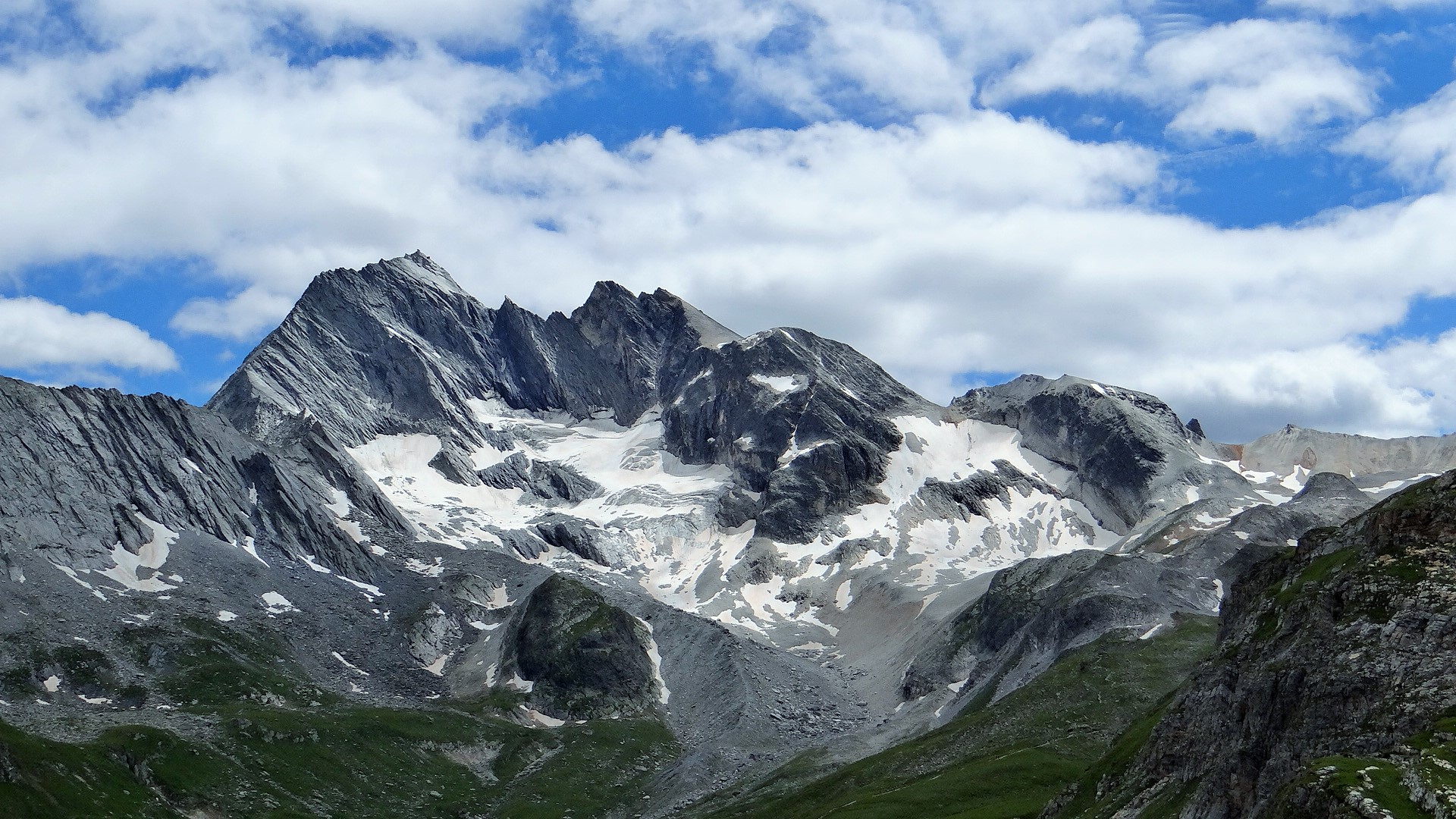
Pointe de l'Échelle et glacier de la Masse vus du col du Soufre (2819 m).